# Talbrücke Rümmecke
Die Talbrücke Rümmecke ist eine 378,5 Meter lange Autobahnbrücke der Bundesautobahn , welche bei Meschede, westlich des Stadtteils Freienohl, in ungefähr 35 m Höhe das Tal der Rümmecke überquert. Sie besteht aus zwei nebeneinander liegenden, in Spannbeton erstellten, einzelligen Hohlkästen, welche 3 m hoch und 14 m breit sind und je zwei Fahrspuren mit Standstreifen tragen. Der Überbau liegt auf zehn Pfeilern mit knochenförmigem Grundriss auf. Die Pfeilerabstände betragen bis auf die beiden Endfelder 36 m, die Endfelder haben eine Stützweite von 26,75 m und 27,75 m.
Die Brücke wurde von 1996 bis 1998 erbaut, wobei zuerst die Pfeiler errichtet wurden und danach der Überbau mit einer Vorschubrüstung erstellt wurde. Die Brücke war eines der ersten Bauwerke, bei dem eine verbundlose externe Vorspannung zusammen mit einer Vorschubrüstung eingesetzt wurde. Die Baukosten betrugen 19.178.263,40 DM.
Eine Besonderheit der Talbrücke Rümmecke ist, dass sie eine zweikreisige 110-kV-Freileitung überquert.